# 鈴井貴之 ラジヲの時間
鈴井貴之 ラジヲの時間（すずいたかゆき らじおのじかん）は、エフエム北海道（AIR-G'）で放送されていたラジオ番組。俳優・タレントの鈴井貴之が「いまだからラジオをやる」「ラジオが出来ること」、「ラジオでなければ出来ないこと」、「ラジオの可能性を広げられる事」を発信して行く番組。

## 出演
- 鈴井貴之
- アシスタント
  - 戸澤亮（NEXTAGE）(2016年4月1日〜)
  - 佐藤亮太（NEXTAGE）(2016年10月6日〜)
  - りょうと（キッズ・DJ）

### 過去の出演
- 原田紗斗 アシスタント（2013年3月末で卒業）
- 白鳥雄介 アシスタント（2013年4月5日〜2016年3月25日)
- 青木一平 アシスタント（2013年4月5日〜2016年9月29日)

## コーナー
- オープニング曲

「ラジオ」がタイトルや歌詞の中に出てくる曲のリクエストを募集。下記は公式サイトからのリスト。
| 第1回放送（2011/4/1)  | 「トランジスタラジオ」RCサクセション       |                             |
| 第2回放送（2011/4/8)  | 「壊れかけのRadio」徳永英明                |                             |
| 第3回放送（2011/4/15) | 「RADIO」JUDY AND MARY                     |                             |
| 第4回放送(2011/4/22)  | 「お願いDJ」サザンオールスターズ           | ※RNあに                     |
| 第5回放送(2011/4/29)  | 「インスタントラジオ」世界の終わり         | ※名前なし                   |
| 第6回(2011/5/6)       | 「憧れのラジオ・ガール」南佳孝             | ※RNオーケストリオン         |
| 第7回(2011/5/13)      | 「ラジオスターの悲劇」バグルス             | ※チル@札幌市/ゆうぢ/ 野沢稔 |
| 第8回(2011/5/20)      | 「ミュージック・アワー」ポルノグラフィティ | ※匿名                       |
| 第9回(2011/5/27)      | 「ハートステーション」宇多田ヒカル         | ※ハナカッパ                 |
| 第10回(2011/6/3)      | 「ラジオ」ジガーズサン                     | ※ぱんだ@釧路                |
| 第11回(2011/6/10)     | 「DETROIT ROCK CITY」KISS                  | ※sasayan                    |
| 第12回(2011/6/17)     | 「愛が止まらない」Wink                     | ※かおるこ@神奈川            |
| 第13回(2011/6/24)     | 「ON THE RADIO」DONNA SUMMER               | ※マイクスタンド             |
| 第14回(2011/7/1)      | 「ねえ」国安修二                           | ※マッキー                   |
| 第15回(2011/7/8)      | 「悲しいレディオ」佐野元春                 | ※アンジー                   |
| 第16回(2011/7/15)     | 「RADIO RADIO RADIO」布袋寅泰              | ※かんなクズ                 |
| 第17回(2011/7/22)     | 「LOVE SONG」浜田省吾                      | ※Jガール                    |
| 第18回(2011/7/29)     | 「If You Care For Me」山下久美子           | ※かなぶんぶん               |
| 第19回(2011/8/5)      | 「渚のMerry Boys」TUBE                     | ※アーモンド                 |
| 第20回(2011/8/12)     | 「Cherish」CRYSTAL KAY                     | ※マカロン                   |
| 第21回(2011/8/19)     | 「RADIO RIO」高中正義                      | ※マカロン（2週連続！）      |
| 第22回(2011/8/26)     | 「GOODBYE」青山テルマ                      | ※ノーティアーズ             |
| 第23回(2011/9/2)      | 「ラジオが鳴ってる」サンタラ               | ※とも                       |
| 第24回(2011/9/9)      | 「天体観測」BUMP OF CHICKEN                | ※ちみきゅー                 |
| 第25回(2011/9/16)     | 「青春ラジオ」馬場俊英                     | ※ドンキー                   |
| 第26回(2011/9/23)     | 「ごきげんRADIO」THE MODS                  | ※チャマメ                   |
| 第27回(2011/9/30)     | 「LOVE SONG」ASKA                          | ※ユーキロック               |
| 第28回(2011/10/7)     | 「初恋はラジオの中に」D.W.ニコルズ         | ※                           |
| 第29回(2011/10/14)    | 「夕立」スガシカオ                         | ※                           |
| 第30回(2011/10/21)    | 「レディオ体操」ユニコーン                 | ※ブルー                     |
| 第31回(2011/10/28)    | 「南風吹く丘で」スターダストレビュー       | ※本日のラジオ               |
| 第32回(2011/11/4)     | 「LET'S DANCE」DAVID BOWIE                 | ※さむらいブルー             |
| 第33回(2011/11/11)    | 「ムーンライトダンス」渡辺美里             | ※ばばれんじゃ               |
| 第34回(2011/11/18)    | 「Stay Tuned」GLAY                         | ※木星に着きました           |
| 第35回(2011/11/25)    | 「Radio」Dolly Dots                        | ※風来のミスター             |
| 第36回(2011/12/2)     | 「RADIO GA GA」QUEEN                       | ※レディ加賀                 |
| 第37回(2011/12/9)     | 「RADIO」FIRE BALL                         | ※ワイワイ                   |
| 第38回(2011/12/16)    | 「セクシー・ユー（モンロー・ウォーク）」   | ※48歳の郷ひろみ             |
| 第39回(2011/12/23)    | 「RADIO JUNK」SHEENA AND THE ROKKETS       | ※                           |
| 第40回(2011/12/30)    | 「WE BUILT THIS CITY」STARSHIP             | ※                           |
| 第41回(2012/1/6)      | 「Lovejenic」大沢誉志幸                    | ※                           |
| 第42回(2012/1/13)     | 「listen to your radio」DONKEYS            | ※                           |
| 第43回(2012/1/20)     | 「ラジオが呼んでいる」大江千里             | ※                           |
| 第44回(2012/1/27)     | 「健全 安全 好青年」KAN                    | ※                           |

- 『バースデープレゼント、欲しいか？欲しいだろぉ！』（休止中）
- 『HAPPY BIRTHDAY』
- 『キッズ・ニュース』（終了）
- 『オススメのススメ』（終了)
- 『ドコモの時間』：第2金曜日（2012年9月末終了）
- アシスタント企画プレゼン
- 道内週末イベント情報